# Castilleja peckiana
Castilleja peckiana är en snyltrotsväxtart som beskrevs av Francis Whittier Pennell. Castilleja peckiana ingår i släktet målarborstar, och familjen snyltrotsväxter. Inga underarter finns listade i Catalogue of Life.